# Захаров, Иван Кузьмич

Могила Захарова на Восточном кладбище Минска.

Ива́н Кузьми́ч Заха́ров (31 июля [13] августа 1909 — 15 августа 1982) — первый секретарь Освейского подпольного районного комитета КП(б)Б Витебской области БССР, полковник. Участвовал в партизанском движении в Белоруссии. Командовал партизанской бригадой имени М. В. Фрунзе. Герой Советского Союза (1944). Награждён орденом Ленина, орденами Отечественной войны II-й степени, Красной Звезды, двумя орденами «Знак Почёта» и различными медалями.

## Биография
Родился 31 июля (13) августа 1909 в деревне Ганевичи Минской губернии Российской империи (ныне Логойский район, Минская область, Республика Беларусь) в крестьянской семье. По национальности — белорус. В 1934 году окончил Высшую коммунистическую сельскохозяйственную школу. С 1934 года — председатель сельского Совета, заместитель директора, директор Чапаевской МТС Освейского района Витебской области БССР.
В 1931—1932 годах служил в Красной Армии. С 1937 года — член ВКП(б). В начале Великой Отечественной войны эвакуировался в советский тыл, но уже в ноябре 1941 года был направлен на оккупированную немецкими войсками территорию для организации партизанского движения в Освейском районе Витебской области.
В апреле 1942 года организовал и возглавил партизанский отряд, который в июле 1942 года был преобразован в партизанскую бригаду имени М. В. Фрунзе. В то же время — с июня 1942 года по декабрь 1943 года — был первым секретарём Освейского подпольного районного комитета КП(б)Б.
Указом Президиума Верховного Совета СССР «О присвоении звания Героя Советского Союза белорусским партизанам» от 1 января 1944 года за «образцовое выполнение правительственных заданий в борьбе против немецко-фашистских захватчиков в тылу противника и проявленные при этом отвагу и геройство и за особые заслуги в развитии партизанского движения в Белоруссии» удостоен звания Героя Советского Союза с вручением ордена Ленина и медали «Золотая Звезда» (№ 4049).
Ушёл в запас после освобождения территории Белоруссии.
В 1944-46 годах работал секретарём Дриссенского районного комитета КП(б)Б. В 1948 году окончил Высшую партийную школу при ЦК КП(б)Б. В 1948-52 годах работал секретарем Докшицкого районного комитета КП(б)Б. В 1953-63 годах — председатель Белорусского республиканского комитета профсоюза рабочих строительства и промышленности строительных материалов.
Проживал в Минске до своей смерти. Скончался 15 августа 1982 года. Был похоронен в Минске на Восточном кладбище (участок № 26).